# Simone Assemani
Simone Assemani (* 19. Februar 1752 in Rom, Kirchenstaat; † 7. April 1821 in Padua) war ein italienischer Orientalist.

## Leben
Assemani war ein Sohn des Elia Antonio Assemani aus einer Maronitenfamilie und einer italienischen Mutter namens Marta Maria (geborene Devoti), sowie ein Großneffe des Orientalisten Giuseppe Simone Assemani und ein Neffe des Giuseppe Luigi Assemani und des Stefano Evodio Assemani. Seine Vaterstadt war Tripolis in Syrien, aber er wurde in Rom geboren, getauft und erzogen. Er studierte Theologie an der Universität La Sapienza, wo er promovierte und zum Priester geweiht wurde. Anschließend war er zwölf Jahre in Syrien als Missionar tätig. 1778 kehrte er nach Europa zurück, bereiste Deutschland und Österreich, wo er für einige Zeit in der Hofbibliothek in Wien angestellt war. 1785 wurde er zum Professor der orientalischen Sprachen am Priesterseminar in Padua ernannt. Er war dort bis zu seinem Tod für den Unterricht zur Lehre der Heiligen Schrift und seit 1807 auch für die orientalischen Sprachen verantwortlich. Er war Mitglied der „Imperial Regia Accademia di Lettere e Arti“ und anderer Akademien. Für seine Forschungen zur Numismatik stand ihm die umfangreiche Sammlung des venezianischen Senators Iacopo Nani zur Verfügung. Assemani war einer der bekanntesten Orientalisten seiner Zeit und machte sich besonders um die orientalische Numismatik verdient. Sein Bruder Antonio Assemani, war Schreiber der syrischen Sprache im Vatikan und setzte von 1775 bis 1818 die Katalogisierung syrischer und arabischer Handschriften fort.

## Veröffentlichungen (Auswahl)
Numismatik

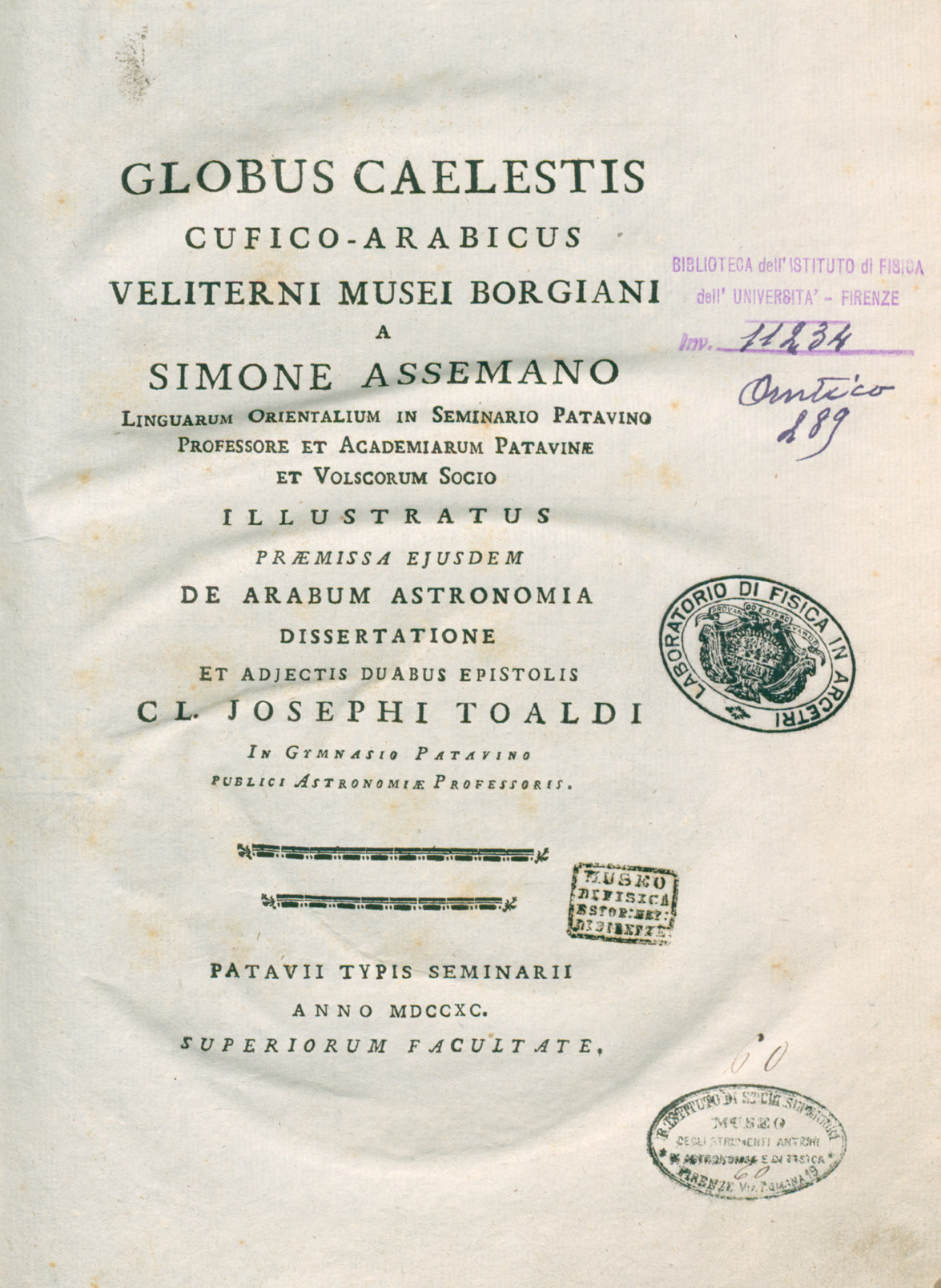
Globus caelestis Cufico-Arabicus Veliterni musei Borgiani, 1790

- Museo Cufico Naniano. 2 Bände. Stamperia del Seminario, Padua 1787, Band 1 (reader.digitale-sammlungen.de), 1788, Band 2 (archive.org).
- Sopra le monete arabe efeigiate dissertazione. Nicolò Zanon Bettoni, Padua 1809.
- Spiegazione di due rarissime medaglie cufiche della famiglia degli Ommiadi appartenenti al Museo Majnoni in Milano. Dalla Tipografia de’ costumi antichi e moderni del dottore Giulio Ferrario, Mailand 1818 (reader.digitale-sammlungen.de Digitalisat).

Orientalistik
- Saggio sull’ origine culto letteratura e costumi degli Arabi avanti il pseudoprofeta Maometto. Stamperia del Seminario, Padua 1787 (reader.digitale-sammlungen.de).
- Catalogo de’ codici manoscritti orientali della Bibliotheca Naniana. 2 Bände. Stamperia del Seminario, Padua 1787–1792, Band 1 (reader.digitale-sammlungen.de).
- Globus caelestis Cufico-Arabicus Veliterni Musei Borgiani. Typis Seminarii, Padua 1790 (reader.digitale-sammlungen.de).

Sonstige
- Discorso inaugurale alla cattedra di lingue orientali nella universita di Padova. 20. Dezember 1807. Padua 1808 OCLC 258532928 (Antrittsrede am Lehrstuhl für orientalische Sprachen an der Universität Padua).